# Anagnia subfascia
Anagnia subfascia là một loài bướm đêm thuộc họ Erebidae. Loài này có ở Bangladesh, Ấn Độ, Malaysia, Myanma, Thái Lan và Việt Nam.
Sải cánh dài 64–67 mm.